# Qinghai Lacus
Il Qinghai Lacus è una struttura geologica della superficie di Titano.